# خودکشی نوع‌دوستانه
خودکشی نوع‌دوستانه، خودکشی دگرخواهانه یا ایثار جان (به انگلیسی: Altruistic suicide)، گونه‌ای خودکشی که به نفع دیگران صورت می‌پذیرد. افتادن روی نارنجک یکی از نمونه‌های آن است. امیل دورکیم معتقدند در برخی قبیله‌ها این یک وظیفه به‌شمار می‌آید؛ همچون زمانی که زن پس از مرگ شوهر، خود را می‌کشد (رسم ساتی) یا زمانی که فردی که پیر و ناکارآمد است، خود را از بین می‌برد (پیرکشی). اما دورکیم معتقد است چنین خودکشی‌هایی در جهان غرب دوران مدرن کم‌تر اتفاق می‌افتد چراکه به گفته وی: «شخصیت فردی به شدت در حال جدا شدن از شخصیت جمعی فرد است.» ایثار جان به عنوان یک استراتژی پایدار تکاملی نیز توصیف شده‌است. ایثار جان در هند سابقه‌ای طولانی دراد. حتی در دارماشاستراس بدان اشاره شده‌است. عده‌ای خودسوزی را نوعی ایثار جان یا «خودکشی باارزش» می‌دانند.
خودکشی نوع‌دوستانه به معنی به خطر انداختن جان خود یا حتی از دست دادن آن برای رسیدن به یک خیر برتر است. این کار گاه به سبب به انجام رسانیدن یک عمل ویژه یا حفظ گونه‌ای تراز طبیعی در جامعه صورت می‌گیرد. گاه فرد در این حالت نقش قربانیان برخی داستان‌های علمی-تخیلی را به خود می‌گیرد. انجام این عمل در میان قوم‌های گوناگونی در طول تاریخ همچون اینوئیتها نیز دیده شده‌است. امیل دورکیم از جمله دانشمندانی بود که به این مقوله در مطالعات خود توجه نشان داد و در کتابش زیر عنوان خودکشی از آن به عنوان نتیجه ادغام نامناسب با جامعه یاد کرد.
در مقابل «فدا شدن» به زور دولت را اصلاح نژاد یا کشتار جمعی گویند که در آن صورت از آن با عناوینی چون «محدودیت‌های جمعیتی زوری» یا «کنترل جمعیت اجباری» یاد می‌شود. در ادبیات از ایثار جان به عنوان ابزاری به جهت پایان دادن به برخی تضادهای اجتماعی یا به‌طور استهزا پادآرمان‌شهر جوامع آینده یاد می‌شود.

## در فرهنگ عوام
- در کتاب دن براون به نام دوزخ رابرت لنگدان که استاد دانشگاه است این گونه بیان می‌کند که سازمان بهداشت جهانی می‌بایست از این روش برای کنار آمدن با انفجار جمعیت بهره ببرد.[۱۰]
- در داستان کوتاه «بچه‌های ذرت» نوشته استفان کینگ، همه بچه‌هایی که به سن ۱۸ سالگی می‌رسند می‌بایست آمادگی خود را به جهت کشته شدن و ایثار جان اعلام نمایند.
- در رمان آیزاک آسیموف قلوه‌سنگی در آسمان زمین دچار واپاشی هسته‌ای می‌شود و همه جنبندگان آن در سن ۶۰ سالگی از راه هومرگ به زندگیشان پایان داده می‌شود تا انفجار جمعیت مهار شود. همین پی‌رنگ را در یکی از قسمت‌های داستان پیشتازان فضا: نسل بعدی نیز شاهد هستیم.
- در داستان «لاتاری» نوشته شرلی جکسون، شهر کوچکی در نیو اینگلند وجود دارد که مردمانش سالیانه کسی را می‌کشند تا برداشت محصول خوبی داشته باشند.
- در پویانمایی ژاپنی کد گیاس لیلوچ لمپروگ خود را قربانی می‌کند تا مردمان جهان هوشمند شده و یک دنیای بهتر بسازند.
- در فیلم سویلنت سبز از ایثار جان به عنوان خدمتی مقبول برای کاهش جمعیت جهان منفجر شده از جمعیت که توسط دولت ارائه می‌شود، یاد می‌شود. یکی از شخصیت‌ها برای پایان دادن به زندگی خود از این خدمات دولتی سود می‌جوید.
- در کتاب پرسی جکسون: آخرین المپی رایردان، لوک کاستلان خودکشی می‌کند تا کرونوس، ضد قهرمان داستان نتواند به بدنش حلول کند.